# Orde van Koetoezov

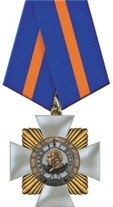
Het moderne kruis van de Orde van Koetoezov van de Russische Federatie

De orde van Koetoezov (Russisch: Орден Кутузова; Órden Koetóezova) werd op 29 juli 1942 door het Presidium van de Opperste Sovjet ingesteld en had in eerste instantie één graad. De Tweede en Derde Klasse werden op 8 februari 1943 ingesteld. Het decreet werd op 30 september 1942, 3 mei 1943, 19 juni 1943 en ten slotte op 26 februari van 1947 gewijzigd. De orde werd toegekend in een decreet van het Presidium van de Opperste Sovjet. Het was in de tijd van de Sovjet-Unie qua vormgeving en indeling een typische Socialistische orde. De huidige Russische Federatie heeft de orde in de vorm van een kruis met in het midden het ook door de Sovjets gebruikte portret aangehouden.
Het portret van Koetoezov laat hem zien tegen de achtergrond van de muur van het Kremlin in Moskou. Boven het hoofd van Koetoezov is op alle sterren een van de met een ster bekroonde torens van het Kremlin afgebeeld. Op de ring rond het medaillon van de Eerste en Tweede Klasse is de cyrillische inscriptie "МИХАИЛ КҮТҮЗОВ" (Nederlands: Michail Koetoezov) in zilveren letters op een wit geëmailleerde achtergrond geplaatst.
De eerste, aan een lint gedragen, sterren waren gelijk van ontwerp als de latere broches. Het lint was rood maar werd later blauw en oranje zwemend naar goud.
De Orde van Koetoezov is de orde van de terugtocht. Deze onderscheiding is genoemd naar Generaal Michail Koetoezov die Napoleons Grande Armee in 1812 steeds verder liet oprukken en zelfs Moskou opgaf. Voor de latere offensieven die de Sovjet-Unie de overwinning over Duitsland brachten werden de Orde van Bogdan Chmelnitski en de Orde van Soevorov verleend.
Het besluit om in oorlogstijd nieuwe ridderorden in te stellen en deze naar patriotten en adellijke generaals uit het tsaristische verleden te vernoemen was een breuk met de ideologie van de Sovjet-regering. Nu het land in groot gevaar was, wilde men de door de vooroorlogse terreur, de zuiveringen en massamoorden van Stalin en de vele nederlagen tegen de Duitsers de gedemoraliseerde bevolking eraan herinneren dat het verdedigen van het moederland geen communistische, maar een patriottistische plicht was. De nieuwe Orden van Soevorov, Koetoezov en Alexander Nevski werd en door de Technische Commissie van het ministerie van Binnenlandse Zaken en de kwartiermeester van het Rode Leger voorbereid. Op 13 juli van 1942 werd een ontwerp van de hand van de schilder N.I. Moskaleva, ook ontwerper van de Orde van de Overwinning, de Orde van Bogdan Chmelnitski en veel medailles voor de bevrijding van steden aanvaard.
In het protocol van het Rode Leger en de hiërarchie van de Sovjet-orden is de Orde van Koetoezov lager in rang dan de Orde van Soevorov maar hoger dan de Orde van Alexander Nevski. De orde is gelijk in rang aan de in de marine van de Sovjet-Unie uitgereikte Orde van Nachimov. Omdat deze orde alleen voor verdiensten in de marine werd verleend en de Orde van Koetoezov bij uitstek gewijd was aan de oorlog ter land konden de twee orden naast elkaar staan.
De ster was vanaf de aanvang enkel voor hoge officieren bestemd maar werd ook 1570 maal als vaandeldecoratie aan een verdienstelijke militaire eenheid toegekend. Het betreft zowel Russische als Poolse eenheden. De Poolse eenheden waren:
- De 1e Warschause divisie infanterie "Tadeusz Kościuszko" - de Orde van Koetoezov IIe klasse;
- De 1e Warschause brigade zware artillerie "Józef Bem" - de Orde van Koetoezov IIe klasse;
- De 3e Warschause brigade artillerie houwitsers - de Orde van Koetoezov IIe klasse;
- De 5e Pommeraanse brigade zware artillerie - de Orde van Koetoezov IIe klasse;
- De 1e Warschause brigade sappeurs - de Orde van Koetoezov IIe klasse;
- Het 1e Warschause regiment mobiele artillerie - de Orde van Koetoezov IIIe klasse ;
- Het 4e Pommeraanse onafhankelijke regiment zware tanks - de Orde van Koetoezov IIIe klasse.

Onder de in het decreet van 28 januari van 1943 benoemde eerste lijst van dragers, men mag bij een socialistische orde niet van ridders spreken, van de Orde van Koetoezov 1e klasse waren 17 militaire leiders: de commandant van het Trans-Front generaal Ivan Tjoelenev, de commandant van het Kalinin Front, kolonel-generaal M.A. Poerkajev, de plaatsvervangend commandant van het Zuidelijk Front, luitenant-generaal Matvej Zacharov en hoofd van het Don Front, luitenant-generaal M.S. Malini, naast de commandanten van het leger luitenant-generaal I.V. Galanis, K.N. Galitski, M.P. Doejanov, A.Z. Jadov, D.A. Joeravlev, K.A. Korotejev, P.L. Romanenko, V.Z. Romanovski, O.F. Troefanov, I.I. Fedjoeninski, F.M. Charitonov en V.A. Chomenko (bijna allen ontvingen zij hun sterren voor defensieve acties in de Slag om Stalingrad).

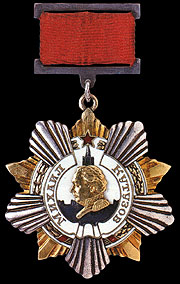
De eerste versie van het versiersel van deze orde

Er waren vijf mensen aan wie de Orde van Koetoezov 1e klasse driemaal werd verleend; de maarschalk van de Sovjet-Unie Vasili Sokolovski (ook drager van drie sterren van de Orde van Soevorov Ie klasse), kolonel-generaal K.A. Korotejev, kolonel-generaal T.F. Sjtikov, kolonel A.V. Nikitin en generaal-majoor A.V. Vladimirski. Onder degenen die twee sterren der Ie Klasse droegen waren de maarschalken van de Sovjet-Unie Andrej Gretsjko, Matvej Zacharov, Kirill Moskalenko en Ivan Konev. Ook de generaals Leljoesjenko en Malina droegen twee sterren der Ie Klasse.
De versierselen van de Orde van Koetoezov IIe klasse werden het eerst toegekend aan de commandant van de 13e divisie van de Garde, generaal-majoor Aleksandr Rodimtsev en de eerste ster der IIIe Klasse werd toegekend aan kolonel Michail Parfjonov, hoofd van de artillerie in de Slag bij Koersk.
Hoewel deze orde volgens haar statuten alleen aan bevelvoerende officieren aan het front kon worden toegekend werden ook administratieve en technische bijdragen aan het Rode Leger met deze orde beloond. Men verleende bijvoorbeeld de Ie Klasse aan de werknemers van de Volkscommissariaat (Ministerie) van communicatie en Luchtvaart en aan verscheidene leiders van de regionale bestuursorganen, en aan het einde van de oorlog werden de sterren ook toegekend aan verschillende stafmedewerkers van de Kwartiermaker.
Meer dan 100 officieren van de geallieerde legers werden gedecoreerd, twintig van hen ontvingen de Ie Klasse waaronder de Britse Air Chief Marshal Trafford Leigh-Mallory. Na de succesvolle aanval op het Japanse leger in Korea en Mantsjoerije ("Operatie Augustusstorm") in augustus 1945 werden ook officieren van het met Rusland verbonden Mongoolse Volksleger gedecoreerd met de Orde van Koetoezov. Na de oorlog decoreerden de Sovjets ook de Amerikaanse generaal der Infanterie Omar Bradley, hij werd met de Eerste Klasse van de Orde van Koetoezov onderscheiden.
Opvallend bij de buitenlandse benoemingen is dat het daar duidelijk om verdiensten tijdens offensieven gaat.
Over het aantal gedecoreerden worden verschillende opgaven gegeven.
Gedurende de jaren 1943-1945 werden 3302 sterren van de IIIe Klasse en 3105 sterren van de IIe Klasse toegekend. Er zouden 675 van de kostbare platina sterren der Ie Klasse zijn uitgereikt. Er is sprake van 530 collectieve onderscheidingen met de IIe Klasse en 1060 collectieve onderscheidingen van de IIIe Klasse zijn verleend.
De orde werd niet aan onderofficieren of manschappen verleend. Aan het door het Presidium van de Opperste Sovjet bij de instelling van de Orde van Koetoezov vastgelegde criterium dat men een "bevelvoerend officier" moest zijn om deze ster te kunnen verwerven werd waar het de militaire rang betreft streng de hand gehouden.
Men draagt de sterren op typisch Russische wijze als broches op de rechterborst gespeld en niet aan een lint op de borst. Toch bestaat er voor iedere graad een eigen baton. De breedte van oranje-gouden strepen op de blauwe batons verschilt per klasse. De strepen zijn respectievelijk vijf, drie en twee millimeter breed.
Zoals zo vaak verleende men ook deze sterren soms meerdere malen aan een en dezelfde officier. Maarschalk van de Sovjet-Unie Vasili Sokolovski droeg drie sterren der Ie Klasse. De maarschalken Andrej Gretsjko, Ivan Konev, Kirill Moskalenko en Matvej Zacharov droegen de Ie Klasse tweemaal. Ook de Tweede en Derde Klasse werden vaak meerdere malen toegekend voor evenzovele succesvolle tegenaanvallen of defensieve acties.
Generaal Ivan Galanin werd als eerste met de Eerste Klasse van deze orde onderscheiden. Hij kreeg de decoratie voor zijn optreden in de Slag bij Stalingrad waar hij de verwoeste stad verdedigde. Het falen van het Duitse offensief was een keerpunt in de oorlog. Er is een bijzondere verlening geweest, deze was niet aan een militair of een militaire eenheid maar aan de fabriek van tractoren te Tsjeljabinsk. De arbeiders van deze fabriek hadden zich bijzonder onderscheiden in de oorlogsproductie. De Ie Klasse van de Orde van Koetoezov werd in 1945 als collectieve onderscheiding aan de fabriek toegekend.

## De versierselen
De eerste aan een klein rood lint met twee zilveren gespen op de rechterborst gedragen ster werd al snel vervangen door op het uniform te spelden sterren. Het lint werd nu blauw met goud in plaats van rood.

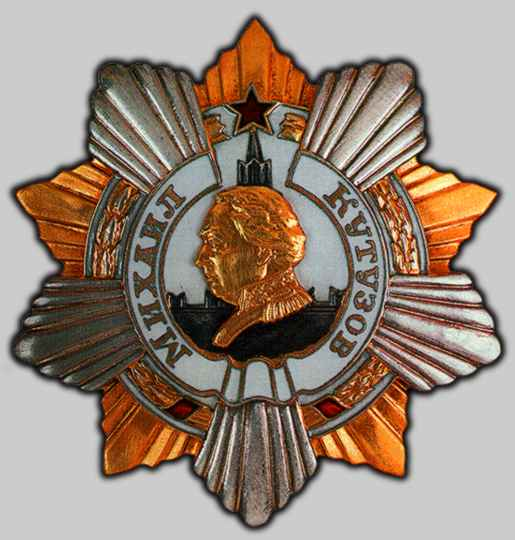
Kleinood van 1e klasse

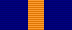
lint van 1e klasse

- De Eerste Klasse van de orde werd verleend aan de bevelhebbers van Fronten voor "het bekwaam ontwijken van vijandelijke aanvallen en het organiseren van succesvolle tegenaanvallen". De eerste klasse werd 669 maal verleend. Fronten werden door maarschalken aangevoerd.

De ster heeft tien punten waarvan vijf van goud en vijf van platina zijn, de buste van Koetoezov in het wit geëmailleerde medaillon is van goud. De kleine ster boven het medaillon is met robijntjes ingezet. Rond het medaillon is een smalle zilveren krans van lauweren en eikenbladeren aangebracht. Deze is met een rood lint samengebonden.
Het lint is blauw met een brede gouden middenstreep.

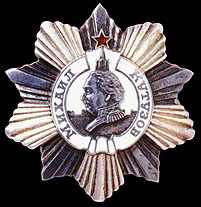
kleinood van 2e klasse

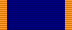
lint van 2e klasse

- De Tweede Klasse werd verleend aan bevelhebbers van legerkorpsen, divisies en brigades voor het bekwaam ontwijken van vijandelijke aanvallen en het organiseren van succesvolle tegenaanvallen. De tweede klasse werd 3 325 maal verleend. De bevelhebbers waren brigadegeneraals en hogere geplaatste generaals.

De ster is geheel van zilver waarbij vijf van de stralen van de tienpuntige ster van mat zilver zijn. De kleine ster boven het medaillon is rood geëmailleerd.
Het lint is blauw met twee smalle gouden biezen.

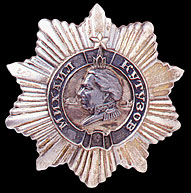
kleinood van 3e klasse

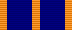
lint van 3e klasse

- De Derde Klasse werd verleend aan commandanten en stafofficieren, bataljonscommandanten en bevelvoerende officieren aan het front die vijandelijke aanvallen bekwaam ontweken en succesvolle tegenaanvallen organiseerden. De derde klasse werd 3 328 maal verleend. De bevelhebbers van bataljons hebben de rang van kolonel of luitenant-kolonel.

De ster is van zilver. De kleine ster boven het medaillon is niet geëmailleerd. Waar de andere medaillons een doorsnede van 35 millimeter hebben meet dit medaillon 25 millimeter.
Het lint is blauw met twee smalle gouden biezen en een smalle gouden middenstreep.